# 李建章 (清朝)
李建章（？年—？年），邛州人，由貢生，同治八年署鄰水縣教諭。是一位政治人物，清朝時曾在四川順慶府鄰水縣（位於今四川省東部，梁大同三年置，是一個千年古縣）擔任官吏。